# 劉広徳
劉 広徳（劉廣德、りゅう こうとく、527年 - 569年）は、南朝梁から陳にかけての軍人。本貫は南陽郡安衆県。西晋の鎮東将軍の劉喬の九世孫にあたる。

## 経歴
梁の安西湘東王長史・南郡太守の劉之亨（劉虯の子）の子として生まれた。学問を好み、才能への自負が強かった。承聖年間、軍功により給事黄門侍郎・湘東郡太守に任じられた。西魏軍の攻撃により江陵が陥落すると、広徳は王琳に従った。王琳が陳に敗れて北斉に逃亡すると、広徳は陳の文帝に降って、その旧兵を領したまま寧遠始興王府限外記室参軍となった。まもなく太尉の侯瑱の下で湘州府司馬となり、楽山郡太守・豫章郡太守・新安郡内史を歴任した。光大年間、仮節・員外散騎常侍・雲旗将軍・河東郡太守となった。
太建元年（569年）、河東郡で死去した。享年は43。左衛将軍の位を追贈された。

## 伝記資料
- 『陳書』巻18 列伝第12
- 『南史』巻50 列伝第40